# Waschwannenbass

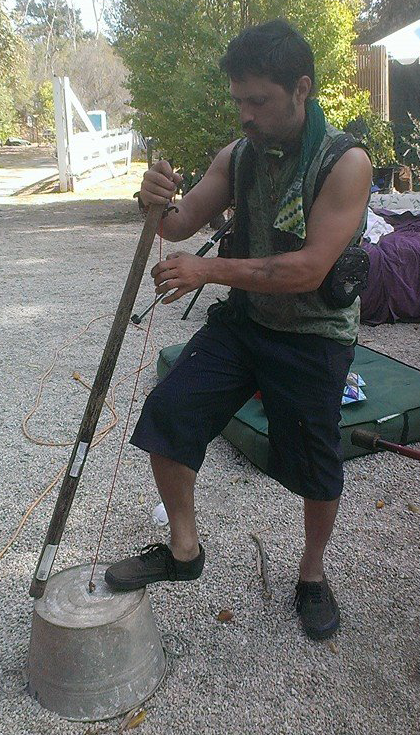
Spieler eines Waschwannenbasses

Der Waschwannenbass, englisch washtube bass oder gutbucket (von gut, „Darm“, und bucket, „Wassereimer“), ist ein Saiteninstrument, das gelegentlich in der US-amerikanischen Folkmusik eingesetzt wird. Als Resonanzkörper fungiert dabei eine metallene und verzinkte Waschwanne. Der klassische Waschwannenbass hat nur eine Saite; es gibt jedoch auch Ausführungen mit vier oder mehr Saiten.
Es gibt zwei grundsätzliche Prinzipien zur Veränderung der Tonhöhe: Während bei der klassischen Version zur Erhöhung des Tons die Spannung der Saite erhöht wurde, wird dazu heute eher die Länge der Saite mit der Hand oder dem Nacken verkürzt.
Der Waschwannenbass war besonders in den 1960er-Jahren in England sehr populär. Insbesondere wurde er – genauso wie der Teekistenbass – häufig in Skifflebands eingesetzt. Als typologischer Ursprung beider Instrumente gilt der afrikanische Erdbogen.

## Variationen
Da der Waschwannenbass leicht nachgebaut werden kann, gibt es in vielen Regionen ähnliche Instrumente und eine Reihe von Eigenbauten bekannter Musiker, zum Beispiel die Whamola von Les Claypool und The Magic Pipe von Mike Silverman.